# 空軍最先任上級曹長
空軍最先任上級曹長（くうぐんさいせんにんじょうきゅうそうちょう Chief Master Sergeant of the Air Force,CMSAF）は、アメリカ空軍の下士官の特殊な階級。この階級は、統合参謀本部最先任下士官が空軍から任命されていない限り、最高位の空軍下士官である。
空軍最先任上級曹長は「アメリカ合衆国政府と市民になりかわり、空軍を適切に導くための最高級の統率力を有していること」が必要であり、アメリカ空軍参謀総長によって指名される。空軍の士気、即応状態、福利厚生、適切な配置、能力開発など全ての下士官の諸問題について空軍参謀総長及び空軍長官の最先任下士官(senior enlisted advisor) である。
現職者は、デビッド・A・フロシ空軍最先任上級曹長で、2024年3月8日にジョアンヌ・バス空軍最先任上級曹長の後任として第20代空軍最先任上級曹長に就任した。
空軍最先任上級曹長は、下士官 であるが、プロトコル上は全ての中将より優先され、空軍の正式な式典などにおいては、空軍参謀本部事務局長たる中将を除く、全ての中将よりも上席として扱われる。

## 階級章と旗
2004年11月1日に空軍最先任上級曹長の階級章が変更され、階級章中央にアメリカ合衆国の紋章である鷲とその左右に２つの星が追加された。この変更により空軍最先任上級曹長の階級章は、陸軍最先任上級曹長と海兵隊最先任上級曹長の階級章と共通するデザインとなり、空軍の最先任下士官として見分けがつきやすいようになった。なお、下部の月桂冠と星の紋章は、これまでの空軍最先任上級曹長が築いてきた遺産を象徴するものとして変更はされなかった。
空軍最先任上級曹長は、制服の襟に特別な襟章を着用する。伝統的に、空軍に所属する航空兵は制服の襟に銀色で「U.S.」とあしらわれた徽章を着用するが、空軍最先任上級曹長の真ちゅう製の襟章は、「U.S.」を囲みこむリースが銀色の月桂冠となっている。また空軍最先任上級曹長は、制帽にも独自の徽章を着用する。通常、空軍に所属する航空兵の制帽にはリングで囲まれたアメリカ合衆国の紋章のデザインの銀色の徽章を着用するが、空軍最先任上級曹長のものはリングが月桂冠となっている。
陸軍最先任上級曹長、空軍最先任上級曹長、宇宙軍最先任上級曹長、統合参謀本部最先任下士官は、大佐以下のアメリカ軍の軍人で唯一専用の旗が制定されている。これらの旗は共通して下半分の部分は白地であるが、残りの上半分はそれぞれ独自の色を採用している。なお、空軍最先任上級曹長の旗が制定されたのは2013年1月であった。
空軍最先任上級曹長の正式表記は、「Chief Master Sergeant of the Air Force」または単に「Chief」である。

階級章の変遷
1967年 – 1991年
1991年 – 2004年10月
2004年11月以降

## 歴代の空軍最先任上級曹長
| 代 | 写真 | 氏名                     | 着任           | 退任           | 在職日数   |
| -- | ---- | ------------------------ | -------------- | -------------- | ---------- |
| 1  |      | ポール・アイリー         | 1967年4月3日   | 1969年7月31日  | 2年, 119日 |
| 2  |      | ロナルド・ハーロウ       | 1969年8月1日   | 1971年9月30日  | 2年, 60日  |
| 3  |      | リチャード・キスリング   | 1971年10月1日  | 1973年9月30日  | 1年, 364日 |
| 4  |      | トーマス・バーンズ       | 1973年10月1日  | 1977年7月31日  | 3年, 303日 |
| 5  |      | ロバート・ゲイラー       | 1977年8月1日   | 1979年7月31日  | 1年, 364日 |
| 6  |      | ジェームズ・マッコイ     | 1979年8月1日   | 1981年7月31日  | 1年, 364日 |
| 7  |      | アーサー・アンドリュース | 1981年8月1日   | 1983年7月31日  | 1年, 364日 |
| 8  |      | サム・パリッシュ         | 1983年8月1日   | 1986年6月30日  | 2年, 333日 |
| 9  |      | ジェームズ・ビニッカー   | 1986年7月1日   | 1990年7月31日  | 4年, 30日  |
| 10 |      | ゲイリー・プフィンストン | 1990年8月1日   | 1994年10月25日 | 4年, 85日  |
| 11 |      | デビット・カンパナーレ   | 1994年10月26日 | 1996年11月1日  | 2年, 6日   |
| 12 |      | エリック・ベンケン       | 1996年11月5日  | 1999年7月30日  | 2年, 267日 |
| 13 |      | フレデリック・フィンチ   | 1999年7月31日  | 2002年6月28日  | 2年, 332日 |
| 14 |      | ジェラルド・マレー       | 2002年7月1日   | 2006年6月30日  | 3年, 364日 |
| 15 |      | ロドニー・マッキンリー   | 2006年6月30日  | 2009年6月30日  | 3年, 0日   |
| 16 |      | ジェームズ・ロイ         | 2009年7月1日   | 2013年1月24日  | 3年, 207日 |
| 17 |      | ジェームズ・コーディ     | 2013年1月24日  | 2017年2月17日  | 4年, 24日  |
| 18 |      | カレス・ライト           | 2017年2月17日  | 2020年8月14日  | 3年, 179日 |
| 19 |      | ジョアンヌ・バス         | 2020年8月14日  | 2024年3月8日   | 3年, 207日 |
| 20 |      | デビッド・A・フロシ      | 2024年3月8日   |                | 1年, 80日  |